# Pseudocrenilabrus multicolor
Pseudocrenilabrus multicolor là một loài cá thuộc họ Cichlidae. Loài này có ở Ai Cập, Kenya, Rwanda, Sudan, Tanzania, và Uganda. Các môi trường sống tự nhiên của chúng là sông, sông có nước theo mùa, đầm lầy, hồ nước ngọt, hồ nước ngọt có nước theo mùa, các đầm lầy nước ngọt, đầm nước ngọt có nước theo mùa, và đồng bằng châu thổ trong nội địa.